# Camille de Villeneuve
Camille de Villeneuve, née le 23 janvier 1981  dans le 8e arrondissement de Paris, est une femme de lettres française.

## Biographie
Ancienne élève de l'École normale supérieure (2000 L), Camille de Villeneuve est docteur en philosophie médiévale et est maîtresse de conférences aux Facultés Loyola Paris.
Son premier roman, Les Insomniaques, publié en 2009 aux éditions Philippe Rey est une chronique familiale sur la disparition progressive de l'aristocratie en France dans la seconde moitié du vingtième siècle, qui reçoit un accueil favorable de la critique,,. En 2013, elle publie chez le même éditeur, Ce sera ma vie parfaite (prix François Mauriac de l'Académie Française en 2014), puis trois autres romans chez Gallimard : Les Fonds noirs (2016) et Rosso (2018) dans la collection l'Arpenteur et Le dernier Torero (2023) dans la collection Blanche.

## Œuvre
- Vierges ou mères. Quelles femmes veut l’Église ?, Philippe Rey, 2007
- Les insomniaques, Philippe Rey, 2009
- Ce sera ma vie parfaite, Philippe Rey, 2013
- Les Fonds noirs , Gallimard, 2016[6]
- Rosso, Gallimard, 2018
- Le dernier torero, Gallimard, 2023[7],[8]
- à paraitre:"Lis Lénine!",Gallimard, Avril 2025.